# Kysthospital
Kysthospital kaldes hospitaler ved kysten, beregnede på behandlingen af kirtelsyge børn. Behandlingen er væsentlig baseret på den gunstige indvirkning af sollys, frisk luft og bade.
Det første kysthospital i Danmark, Kysthospitalet på Refsnæs, blev oprettet 1875 på Refsnæs tæt ved Kalundborg, særlig på initiativ af Sophus Engelsted. Det blev oprettet ved private bidrag og også drevet væsentligst derved. Kysthospital blev nedlagt den 31. december 1983, og efter i en periode at have fungeret som flygningecenter og efter at bygningerne stod tomme i nogle år, blev det i 2003 omdannet til afdelingen "Kystparken" i et alment boligselskab.
Nord for København ligger Skodsborg Kysthospital, der var en del af Skodsborg Badesanatorium. I 1992 købte Augustinusfonden stedet af Adventiskirken, og i 2006 blev Kysthospitalet opført i Medical Center på 2. Sal.
Efter at kampen mod tuberkulosen blev taget op med stor støtte fra staten, oprettedes flere kysthospitaler, særlig ved Juelsminde, idet kysthospitaler og kystsanatorier var mellem de anstalter, der omfattedes af tuberkuloselovene. Efterhånden som tuberkulosen kom i tilbagegang, kunne sanatorier og kysthospitaler frasælges.
Som det næstsidste blev Skørping Hospital solgt i 1990. 2009 resterer kun Kystsanatoriet ved Hjerting (etableret 1912), der drives for Dansk Sundhedstjeneste for Sydslesvig, dvs. det danske mindretal i Sydslesvig.
Også i Sverige oprettedes kustsanatorier, bl.a. i Vejbystrand (i Skåne) og Apelviken (i Halland).